# Мончак Мефодій Степанович
Мефодій Степанович Мончак (1915, Харківці — 17 січня 1944) — Герой Радянського Союзу, в роки німецько-радянської війни заступник командира 4-го гвардійського винищувально-протитанкового артилерійського полку 38-ї армії Воронезького фронту Червоної Армії, гвардії капітан.

## Біографія
Народився в 1915 році в селі Харківці Літинського повіту Подільської губернії України в селянській родині. Українець. Член ВКП (б) з 1940 року. Закінчив сім класів неповної середньої школи.
У 1937 році мобілізований до лав Червоної Армії. Закінчив курси молодших лейтенантів. У боях німецько-радянської війни з 1941 року. Воював на Воронезькому фронті.
Відзначився в ході битви за Дніпро. 12 жовтня 1943 очолювані ним батареї, що діяли в складі рейдового загону по німецькому запіллі в районі села Блиставиця Бородянського району Київської області України, знищили шість танків, чотири штурмових гармати, 48 автомашин.
У бою за село Нові Петрівці Вишгородського району Київської області артилеристи під командуванням гвардії капітана М. С. Мончака знищили чотири танки, три штурмових і дванадцять польових гармат супротивника, 64 ворожих солдата і офіцера взяли в полон.
Указом Президії Верховної Ради СРСР від 24 грудня 1943 року «за зразкове виконання бойових завдань командування на фронті боротьби з німецько-фашистським загарбниками і проявлені при цьому мужність і героїзм» гвардії капітану Мефодію Степановичу Мончаку присвоєно звання Героя Радянського Союзу з врученням ордена Леніна і медалі «Золота Зірка».

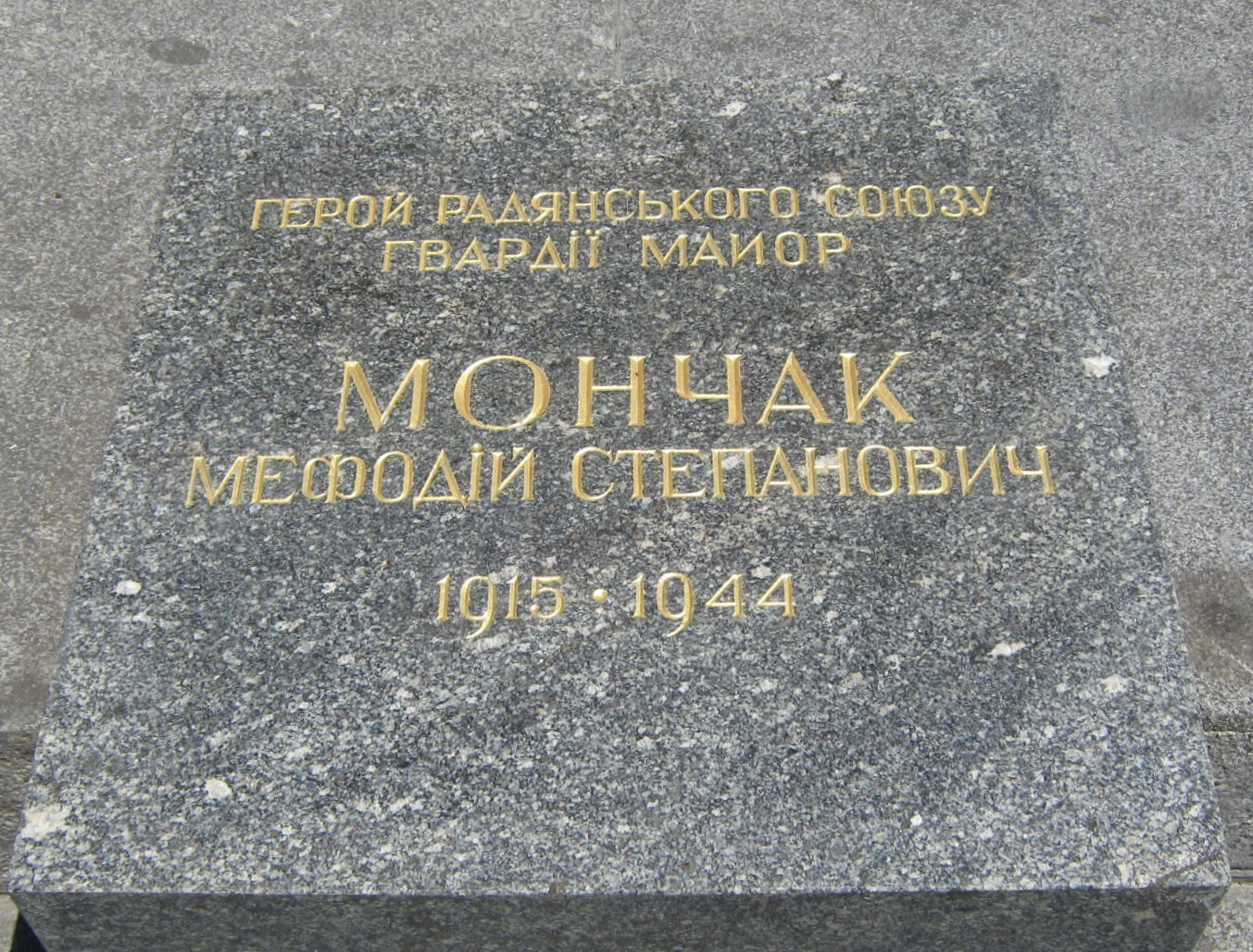
Могила Мефодія Мончака

17 січня 1944 року Мефодій Степанович Мончак загинув в одному з боїв. Похований у Києві у Парку Вічної Слави.

## Нагороди, вшанування пам'яті
Нагороджений орденом Леніна, двома орденами Червоного Прапора, орденом Вітчизняної війни 2-го ступеня, орденом Червоної Зірки, медалями.
Навічно зарахований у списки військової частини. Школа в рідному селі носить ім'я вояка [коли?].